# Effetti non lineari in fibra
Nelle comunicazioni in fibra ottica con il termine effetti non lineari in fibra ottica si intendono tutti quei fenomeni legati alla propagazione di un segnale portante elettromagnetico di tipo ottico modulato in tale guida d'onda dielettrica che generano effetti tipicamente indesiderati nella trasmissione di un messaggio informativo e che si instaurano tipicamente a potenze elevate trasmesse generando termini proporzionali al quadrato del campo elettromagnetico trasmesso o di ordine superiore. 

## Descrizione
Appartengono a tale classe di fenomeni:
- Effetto Brouillouin;
- Effetto Raman;
- Effetto Kerr;
- Self Phase Modulation (SFM);
- Cross Phase Modulation (XFM);
- Four Wave Mixing (FWM).

Sebbene indesiderati, in taluni casi possono essere sfruttati per ottenere altri fenomeni utili alla trasmissione.